# Rembelszczyzna
Rembelszczyzna – wieś sołecka w Polsce położona w województwie mazowieckim, w powiecie legionowskim, w gminie Nieporęt.
W latach 1975–1998 miejscowość administracyjnie należała do województwa warszawskiego.
Według stanu na dzień 29 października 2008 roku sołectwo posiadało 235 ha powierzchni i 483 mieszkańców.

## Historia
- Wieś występuje opisie parafii Tarchomin z 1785 r. pod nazwą Kąty Rembielskie[8].
- W latach 30. XIX w. w Rembelszczyźnie zbudowano stacje przekaźnikową[9] telegrafu optycznego linii Warszawa-Petersburg-Moskwa - stacje sąsiednie były zlokalizowane w Białołęce i Zegrzu.
- W 1827r. Rembelszczyzna liczyła 131 mieszkańców i 11 domów. Do 1880r. liczba mieszkańców wzrosła do 160.[10]